# Driver dagg faller regn (melodifestivalslåt)
Driver dagg faller regn är en sång, skriven av Norell Oson Bard, dvs Alexander Bard, Ola Håkansson och Tim Norell, som Andreas Lundstedt sjöng då bidraget kom på andra plats i den svenska Melodifestivalen 1996.
På den svenska singellistan låg den som högst på 11:e plats. Melodin testades på Svensktoppen, där den låg i två veckor under perioden 27 april-4 maj 1996, med placeringarna 10 respektive 6 .

## Listplaceringar
| Lista (1996) | Topplacering |
| ------------ | ------------ |
| Sverige      | 11           |